# Bica
A bica (ejtsd: biká) egy kifejezés, melyet Madeirán és Portugáliában használnak a "kávé" helyett. Az így nevezett ital nagyon hasonló az eszpresszó kávéhoz, de hosszabb, mint olasz változata és egy kicsit lágyabb is nála. Ez azért van, mert a portugál pörkölési eljárás során a kávé lágyabb, enyhébb ízt kap, mint az olasz változatnál. 
A kifejezés egy mozaikszó vagy szójáték is, és azt jelenti: Beba Isto Com Açúcar (Idd cukorral).
Portugáliának szinte minden régiójában készítik, melyet egyszerűen csak "um café" néven illetnek (magyarul "egy kávé"), melyet mokkás csészében szervíroznak.
A bica elnevezés eredete onnan származik, hogy a kávé készítésekor a csészébe érkező forró ital hasonló módon csobog, mint egy forrás, vagy egy kút, melyet portugál nyelven bica elnevezéssel illetnek.

## Fordítás
Ez a szócikk részben vagy egészben  a   Bica (coffee) című angol Wikipédia-szócikk ezen változatának fordításán alapul.  Az eredeti cikk szerkesztőit annak laptörténete sorolja fel. Ez a jelzés csupán a megfogalmazás eredetét és a szerzői jogokat jelzi, nem szolgál a cikkben szereplő információk forrásmegjelöléseként.